# جامع السراجي

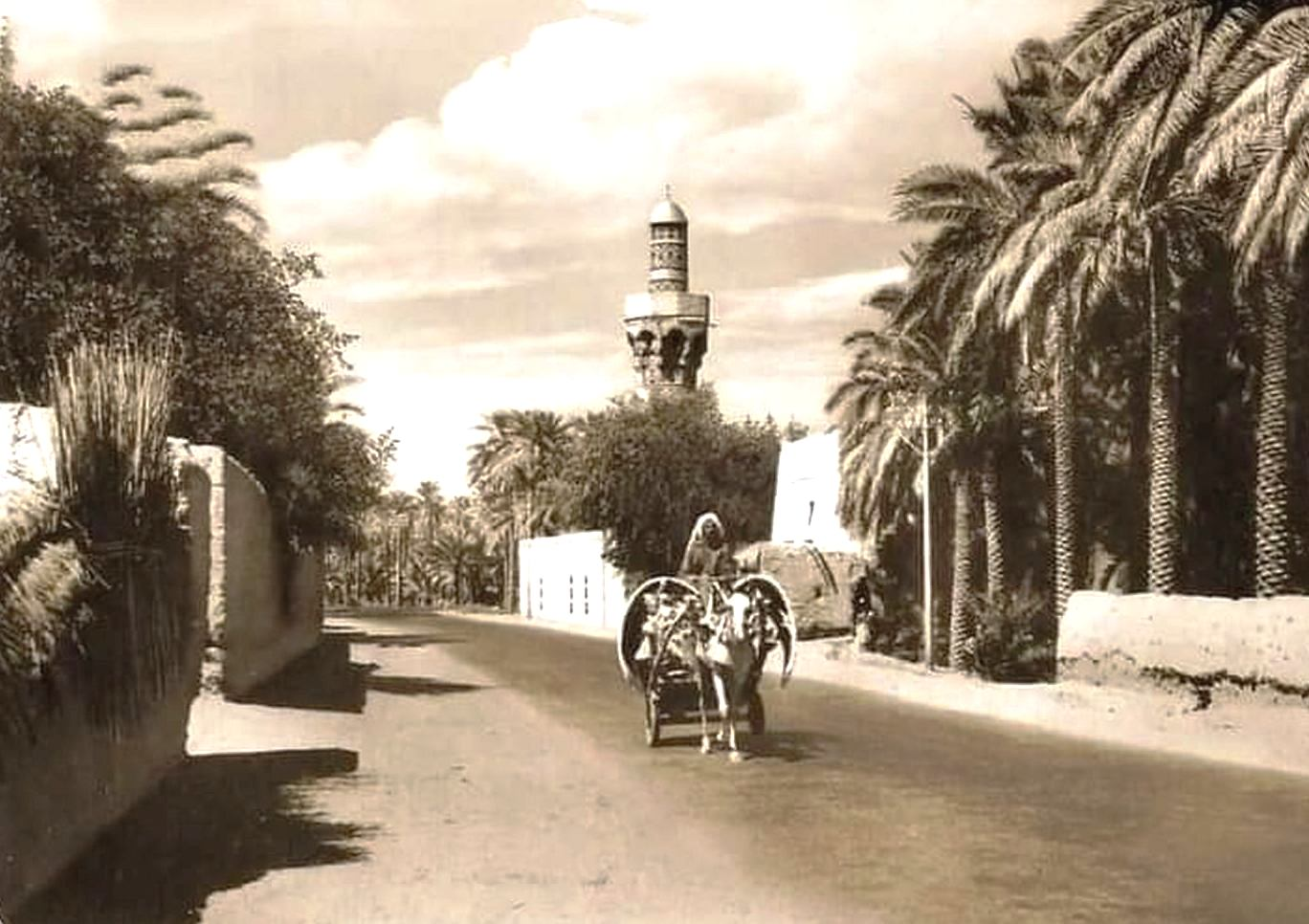
جامع السراجي في البصرة

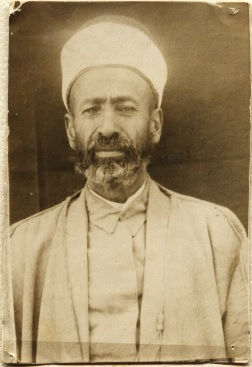
ملا حسين بن ملا موسى -امام وخطيب جامع السراجي عام 1940

جامع السراجي، وهو من مساجد العراق التاريخية القديمة في مدينة البصرة ويتميز بعمارته الأثرية والتراثية، ولقد بني في عام 1140هـ/1727م، قال عبد القادر باش أعيان المولود سنة 1894 في كتابه (البصرة في أدوارها التاريخية) المنشور سنة 1961 "وبنى أجداد أسرة باش أعيان العباسي مساجد كثيرة في مختلف قرى البصرة" ثم ذكر منها "مسجد السراجي ولا زال قائماً بالمئذنة التي شيّدوها"، ويقال إن الذي شيده واعاد اعماره هو عبد الوهاب باشا بن أحمد القرطاس في عام 1320هـ/1900م، وجددته وزارة الأوقاف سنة 1384 هـ/ 1964م، الذي شمل حرم الجامع وسقفه وغرفه، وتبلغ مساحة الجامع حوالي 1900 م2، ولقد كان بناؤه من مادة اللبن والطين، ويقع في محلة السراجي في قضاء أبي الخصيب، وجدد بناؤه من قبل مجموعة من المتبرعين في عقد الثمانينيات من القرن العشرين، وكان آخر تعمير وتجديد لهُ في عام 1421هـ/2002م، وتم ذلك على نفقة المحسنة (أم حميد التويجري)، وتقام في الجامع حالياً صلاة الجمعة وصلاة العيدين والصلوات الخمسة.
وفي الجامع منارة أثرية فخمة البناء لها حوض واحد، مبنية بالآجر القديم ونقشت بعض أجزائها العلوية بالكاشي الملون الكربلائي، وفيهِ مصلى واسع يبلغ عرضه 18 متراً وبطول 11 متراً، وللحرم محراب مبني من الطابوق والإسمنت وعن يمينه منبراً محاط بسياج من خشب الصاج، وتحيط بالمصلى النوافذ من كل جانب، ويعتبر الجامع من أوسع مساجد البصرة مساحة قديما حيث كان يسمى بالمسجد الكبير في البصرة قبل بناء المساجد الحديثة وجامع البصرة الكبير، وأيضاً كان من مسمياته القديمة اسم جامع مناوي لجم الكبير، لأن المنطقة كان إسمها قرية مناوي لجم ثم توسعت وتمييزاً لهُ عن جامع مناوي لجم الصغير.
وقبالة الحرم ساحة طارمة بعرض الحرم وبطول أربعة أمتار ولها سقف يقوم على أربعة أعمدة كونكريتية، وبجوار الحرم غرفة خصصت للإمام والخطيب وأخرى للمؤذن والخادم.
ويحتوي الجامع على مخزن ومحلات مرافق للوضوء وفيه ساحة وحديقة مليئة بأشجار النخيل.
ولقد شغل منصب الإمامة والخطابة فيهِ الملا موسى بن ملا حسين التميمي، ثم أعقبه ابنه الملا حسين الذي كان لهُ دور فعال في الإرشاد والتوعية الدينية في فترة عقد الأربعينيات من القرن العشرين.

## هدم المنارة

منارة جامع السراجي حين هُدمت في فجر الجمعة 14 تموز 2023

في صباح يوم الجمعة 14 تموز 2023 هُدمت منارة الجامع الأثرية من قبل محافظة البصرة وقال محافظ البصرة أسعد العيداني للصحافة إن آليات الإزالة باشرت بعملية هدم وإزالة منارة جامع السراجي صباح اليوم.
وقال وزير الثقافة العراقي أحمد فكاك البدراني "إننا سنتخذ الإجراءات القانونية لحماية الإرث الحضاري الكبير ضد أي تجاوز إداري أو شخصي يشجّع ويعمل على إلحاق الضرر بشكل مقصود أو عفوي، خصوصاً حادثة هدم منارة جامع السراجي التي وقعت فجر هذا اليوم، رغم تقديم الهيئة العامة للآثار والتراث عدة مقترحات للحفاظ عليها وتجزئتها ونقلها الى داخل باحة المسجد". وفي نهار يوم السبت 15 تموز سنة 2023 خاطبَ المحافظُ وزارةَ التخطيط طالباً إدراج مشروع إنشاء مسجد السراجي ضمن موازنة البترو دولار بتكلفة قدرها مليار وسبعة وثمانون مليون دينار عراقي لصالح ديوان الوقف السني، وذكر في طلبه أن مشروع المسجد يحتوي على باحة وملحقات صحية وخدمية وصفوف تعليم القرآن الكريم ومكتبة للكتب الدينية، وذكر أن إزالة المسجد القديم بسبب تعارض موقعه مع أعمال توسعة وتطوير طريق أبي الخصيب الداخلي.